# Concentración micelar crítica
Se denomina concentración micelar crítica (CMC), o más apropiadamente concentración de micelización crítica, a la concentración mínima de tensioactivo (o surfactante, anglicismo) a partir de la cual se forman micelas espontáneamente en una disolución. La CMC es un punto definido con precisión para cada compuesto y se puede conocer mediante resonancia magnética nuclear y otros métodos. Para tensioactivos iónicos el método más sencillo y asequible es medir la conductividad molar (Λ) en función de la concentración de tensioactivo, ya que depende directamente de la concentración de la disolución e inversamente de la concentración de electrolito. Para concentraciones de tensioactivos que estén por debajo de la CMC, al aumentar la concentración del monómero y su contraión aumenta la conductividad. Esto es así hasta que por adiciones sucesivas se supera el valor de CMC, provocando que el agregado de tensioactivo produzca un aumento de la concentración de micelas, haciendo que el crecimiento de la conductividad respecto al incremento de tensioactivo total sea menor o casi nulo (contraiones adsorbidos a la micelas).
La CMC es una de las más importantes características de un tensioactivo, pues antes de alcanzarse la tensión superficial depende directamente de la concentración de tensioactivo, pero permanece constante o crece de forma suave a partir de la CMC. Su caracterización forma parte fundamental del estudio de moléculas anfífilas, como los lípidos y detergentes, para el estudio de emulsiones y del polimorfismo lipídico, de gran importancia para la descripción de las membranas celulares.

## Definición teórica
Existen varias definiciones teóricas de la CMC. Una de las más utilizadas es considerar la CMC como la concentración total de tensioactivos bajo las siguientes condiciones:
Si C = CMC, (d3F/dCt3) = 0
En la que:
F = a[micela] + b[monómero]: función de la disolución de tensioactivo.
Ct: concentración total c.
a, b: constantes proporcionales.
Así, las constantes proporcionales a y b dependen de las propiedades de la disolución y pueden ser calcauladas a partir de medidas de conductividad o fotoquímicas. Cuando el grado de agregación del tensioactivo corresponde a un sistema monodisperso, la CMC no depende del método de medida, mientras que cuando el sistema es polidisperso, depende tanto del método de medida como de la dispersión.

## Ejemplos
| Tensioactivo | CMC en agua a 25 °C (mM) |
| ------------ | ------------------------ |
| SDS          | 7-10                     |
| CTAB         | 1                        |
| TTAB         | 4-5                      |
| TWEEN 80     | 0.012                    |